# هایلندز شرقی

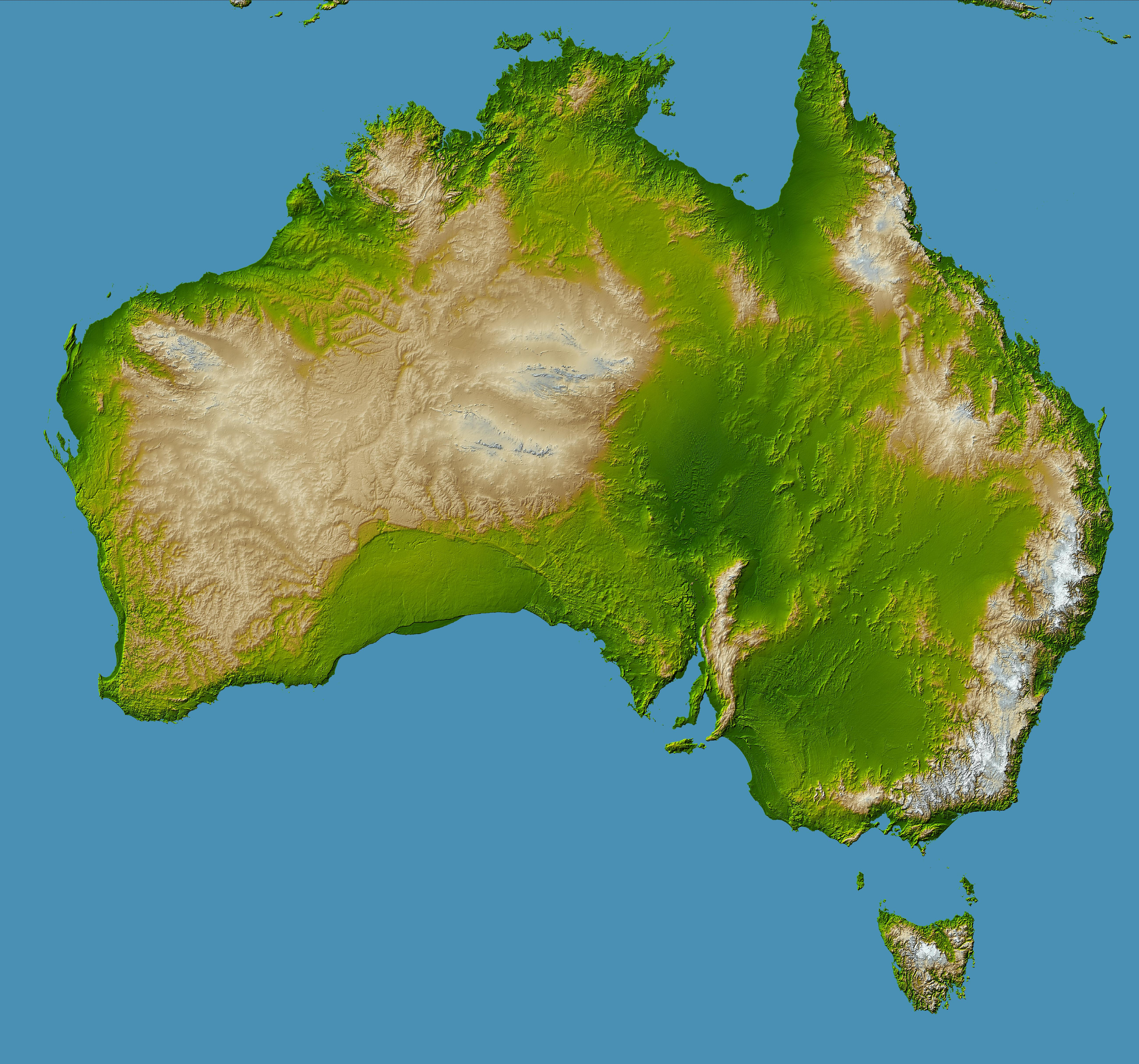
نقشه طبیعی استرالیا دربرگیرنده رشته کوه جداکننده در شرق

هایلندز شرقی (به انگلیسی: Eastern Highlands) به معنی کوهستان شرقی بزرگ‌ترین و شناخته شده‌ترین رشته‌کوه و ناحیه کوهستانی در استرالیاست. نام کامل این منطقه جغرافیایی، رشته کوه بزرگ جدا کننده (به انگلیسی: Great Dividing Range) است. همچنین این ناحیه مرتفع با نام سرزمین کوهستانی شرقی یا ارتفاعات شرقی (به انگلیسی: Eastern Highlands) نیز شناخته می‌شود.

## گستره
رشته کوه جداکننده سراسر شرق و جنوب شرق کشور استرالیا را در بر می‌گیرد و درازای آن به بیش از ۳۵۰۰ کیلومتر می‌رسد. این رشته از شمال شرقی کوئینزلند شروع شده و در امتداد ساحل شرقی این ایالت تا جنوب نیو ساوت ولز پیش رفته و با انحراف به سمت غرب جنوب ایالت ویکتوریا را نیز می‌پوشاند.
این رشته کوه همانند دیواره‌ای طبیعی ساحل شرقی استرالیا را از مرکز این سرزمین جدا می‌کند. در سمت شرق این رشته کوه، نوار باریکی از جلگه‌های منتهی به اقیانوس آرام وجود دارد که بسیار حاصلخیز و پر جمعیت است. شهرهای بزرگی چون بریزبین، گلدکست و سیدنی در این ناحیه قرار دارند. شرق این رشته کوه را سرزمین پست مرکزی استرالیا تشکیل می‌دهد که بخش اصلی و بزرگ این سرزمین به حساب می‌آید. این ناحیه، کم باران و خشک و در بیشتر مناطق، تقریباً خالی از جمعیت است.

## کوه‌ها
از بخش‌های مهم این منطقه می‌توان به رشته کوه آلپ استرالیا اشاره کرد که مرتفع‌ترین ناحیه استرالیا به حساب می‌آید. از کوههای معروف دیگر نیز می‌توان به کوههای برفی و نیز کوههای آبی اشاره کرد. دیگر کوه‌های منطقه شامل این موارد می‌شود:

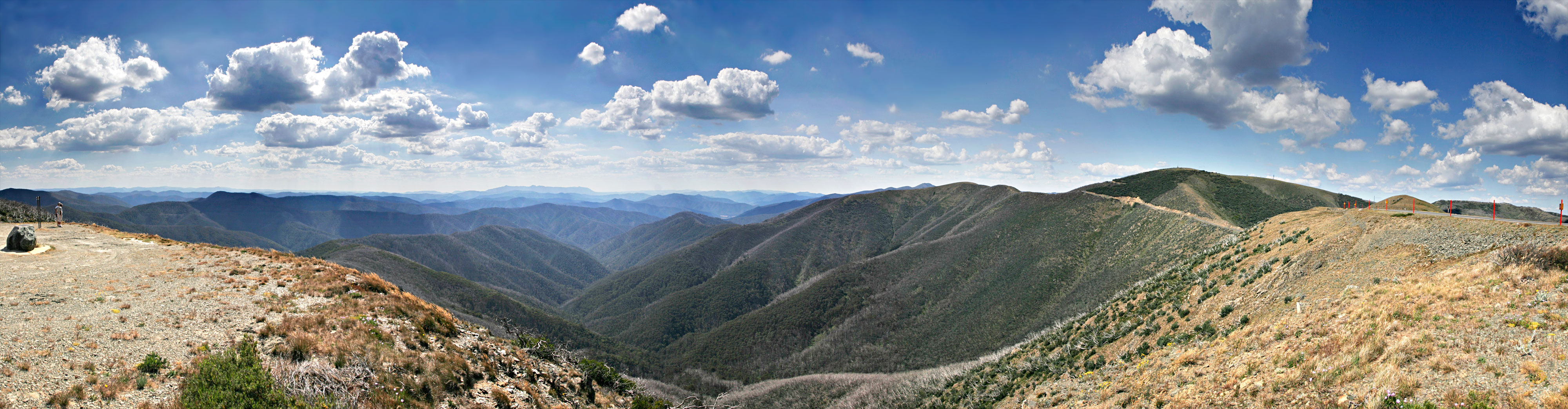
نمایی از کوه‌های جداکننده در ویکتوریا

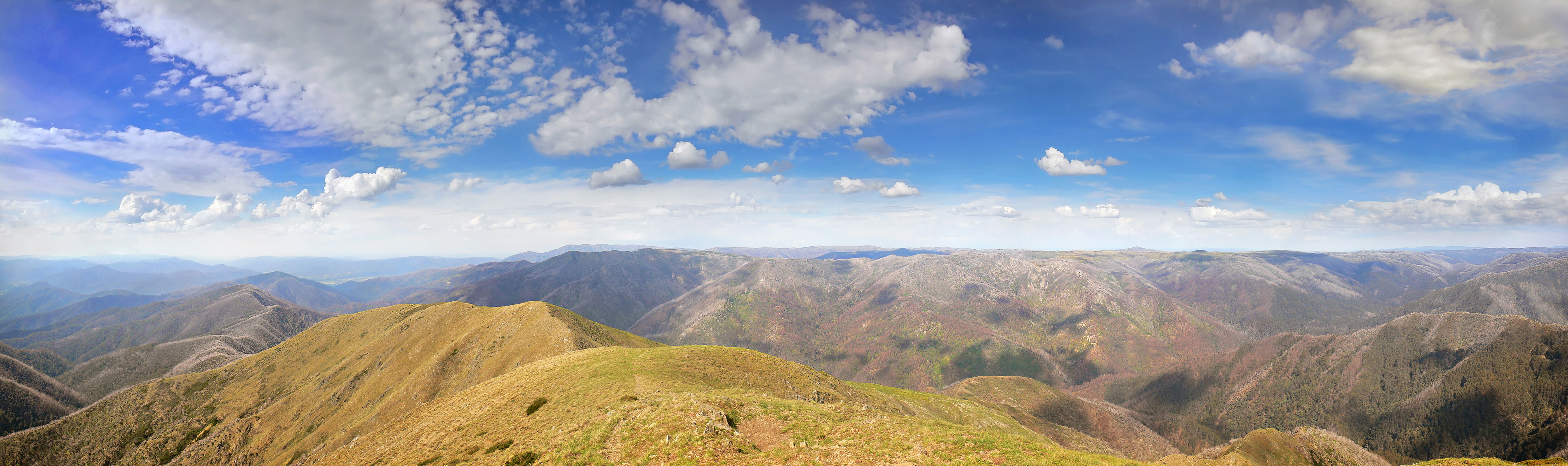
نمایی دیگر از کوه‌های جداکننده در ویکتوریا

- کوه‌های بونیا Bunya Mountains
- کوه هوتام Mt Hotham در ویکتوریا
- کوههای گلخانه‌ای